# 环硫乙烷
环硫乙烷，也称硫杂环丙烷、噻丙环，是一个三元杂环化合物，由环氧乙烷中的氧原子被硫原子替换生成，是最简单的环硫化物，分子式为C2H4S。它是有恶臭的无色至淡黄色液体，难溶于水，易溶于丙酮、氯仿等有机溶剂。用作有机合成原料。

## 制备
它可由碳酸乙烯酯与无水硫氰酸钾反应制备。
KSCN  + C2H4O2CO  →  KOCN  + C2H4S  +  CO2
也可由硫氰酸盐与环氧化物反应、β-巯基醇与光气缩合后脱羧、β-氯代硫醇用碱处理成环制备：

## 反应
环硫乙烷在酸碱存在下聚合，也很容易开环发生加成。它与硫醇和醇加成得到乙二硫醇单醚和β-巯基乙醇单醚，与胺加成得到半胱胺，用作螯合配体。
C2H4S   +  R2NH  →  R2NCH2CH2SH